# Mohamed Habib (rukometaš)
Mohamed Habib (20. srpnja 1993.) je bahreinski rukometaš. Nastupa za klub Barbar Club i reprezentaciju Bahreina.
Natjecao se na Svjetskom prvenstvu u Francuskoj 2017., gdje je reprezentacija Bahreina završila na 23. mjestu, te u Danskoj i Njemačkoj 2019. (20.). S reprezentacijom je osvojio srebro na azijskom prvenstvu u Južnoj Koreji 2018.